# Lajos Détári
Lajos Détári (ur. 24 kwietnia 1963 w Budapeszcie) – węgierski piłkarz grający na pozycji ofensywnego pomocnika.

## Kariera klubowa
Karierę piłkarską Détári rozpoczął w rodzinnym Budapeszcie, w tamtejszym klubie Budapest Honvéd. W sezonie 1980/1981 zadebiutował w jego barwach w pierwszej lidze węgierskiej. Przez lata był podstawowym zawodnikiem tego klubu. W 1984 roku osiągnął pierwszy sukces w karierze, gdy wywalczył z Honvédem mistrzostwo Węgier. W sezonie 1984/1985 strzelił 18 goli i wraz z Józsefem Kiprichem został królem strzelców ligi, a Honvéd został zarówno mistrzem kraju, jak i zdobywcą Pucharu Węgier. W kolejnych dwóch sezonach także był najlepszym strzelcem ekstraklasy (odpowiednio 27 i 19 goli). W 1986 roku po raz trzeci został mistrzem Węgier. W barwach Honvédu strzelił 72 gole w 134 rozegranych meczach.
W 1987 roku Détári przeszedł do Eintrachtu Frankfurt. W Bundeslidze zadebiutował 1 sierpnia 1987 w zremisowanym 2:2 wyjazdowym meczu z 1. FC Kaiserslautern. W Eintrachcie był najlepszym strzelcem z 11 golami. W finale Pucharu RFN z VfL Bochum (1:0) strzelił jedynego gola spotkania i dał Eintrachtowi zwycięstwo w pucharze.
W 1988 roku Détári został zawodnikiem Olympiakosu Pireus. Przez 2 sezony był jednym z jego najlepszych strzelców i w tym okresie zdobył 33 gole. W 1990 roku został zdobywcą Pucharu Grecji. W 1990 roku trafił do ligi włoskiej, do zespołu Bologna FC. W 1991 roku spadł z nim z ligi i przez rok występował w Serie B. Następnie na sezon trafił do Ancony Calcio. W 1993 roku wrócił na pół roku do ligi węgierskiej, do Ferencvárosi TC, a w 1994 roku grał w Genoi.
Latem 1994 roku Détári odszedł do Neuchâtel Xamax. Z kolei w latach 1996-1998 grał w Austrii, w drugoligowym VSE St.Pölten. Następnie ponownie występował na Węgrzech, najpierw w Budapesti Vasutas, a następnie w Dunakeszi VSE, w barwach którego w 2000 roku zakończył karierę.
| Sezon   | Klub                | Kraj       | Rozgrywki             | Mecze | Bramki |
| ------- | ------------------- | ---------- | --------------------- | ----- | ------ |
| 1980/81 | Budapest Honvéd     | Węgry      | Nemzeti Bajnokság I.  | 2     | 0      |
| 1981/82 | Budapest Honvéd     | Węgry      | Nemzeti Bajnokság I.  | 4     | 0      |
| 1982/83 | Budapest Honvéd     | Węgry      | Nemzeti Bajnokság I.  | 23    | 3      |
| 1983/84 | Budapest Honvéd     | Węgry      | Nemzeti Bajnokság I.  | 24    | 5      |
| 1984/85 | Budapest Honvéd     | Węgry      | Nemzeti Bajnokság I.  | 30    | 18     |
| 1985/86 | Budapest Honvéd     | Węgry      | Nemzeti Bajnokság I.  | 27    | 27     |
| 1986/87 | Budapest Honvéd     | Węgry      | Nemzeti Bajnokság I.  | 24    | 19     |
| 1987/88 | Eintracht Frankfurt | RFN        | Bundesliga            | 33    | 11     |
| 1988/89 | Olympiakos SFP      | Grecja     | Alpha Ethniki         | 27    | 15     |
| 1989/90 | Olympiakos SFP      | Grecja     | Alpha Ethniki         | 28    | 18     |
| 1990/91 | Bologna FC          | Włochy     | Serie A               | 15    | 5      |
| 1991/92 | Bologna FC          | Włochy     | Serie B               | 27    | 9      |
| 1992/93 | Ancona Calcio       | Włochy     | Serie A               | 32    | 9      |
| 1993/94 | Ferencvárosi TC     | Węgry      | Nemzeti Bajnokság I.  | 13    | 1      |
| 1993/94 | Genoa CFC           | Włochy     | Serie A               | 8     | 1      |
| 1994/95 | Neuchâtel Xamax     | Szwajcaria | Nationalliga A        | 35    | 12     |
| 1995/96 | Neuchâtel Xamax     | Szwajcaria | Nationalliga A        | 3     | 0      |
| 1996/97 | VSE St.Pölten       | Austria    | 2. Bundesliga         | 13    | 8      |
| 1997/98 | VSE St.Pölten       | Austria    | 2. Bundesliga         | ?     | ?      |
| 1998/99 | Budapesti Vasutas   | Węgry      | Nemzeti Bajnokság I.  | 17    | 8      |
| 1999/00 | Dunakeszi VSE       | Węgry      | Nemzeti Bajnokság II. | 17    | 4      |

## Kariera reprezentacyjna
W reprezentacji Węgier Détári zadebiutował 22 sierpnia 1984 roku w wygranym 3:0 towarzyskim spotkaniu ze Szwajcarią. W 1986 roku został powołany przez selekcjonera Györgya Mezeyego do kadry na Mistrzostwa Świata w Meksyku. Na tym turnieju był podstawowym zawodnikiem i rozegrał 3 spotkania: ze Związkiem Radzieckim (0:6), z Kanadą (2:0 i gol w 76. minucie) i z Francją (0:3). Od 1984 do 1989 roku rozegrał w kadrze narodowej 61 meczów i strzelił 13 goli, z czego jeden w sensacyjnie wygranym przez Węgrów meczu towarzyskim z Brazylią, 16 marca 1986 roku w Budapeszcie.

## Kariera trenerska
Po zakończeniu kariery piłkarskiej Détári został trenerem. Prowadził takie zespoły jak: rumuński Bihor Oradea, Csepel SC, Budapest Honvéd, wietnamski LG-ACB Hà Nội, Haladás Szombathely, FC Tatabánya, Diósgyőri VTK, Nyíregyháza Spartacus FC, grecki Panserraikos Serras, Unione FC Budapest, Felsőpakony FC, FC Sopron, BFC Siófok, a od 2009 roku prowadził Vecsés SC. Pod koniec sierpnia 2011 roku został generalnym menedżerem Ferencvárosi TC. Nie posiada obecnie licencji UEFA Pro.